# Усть-Канда (річка)
Усть-Канда (рос. Усть-Канда, башк. Усть-Канда) — річка, що протікає по території Башкортостану та Челябінської області Росії. Ліва притока річки Юрюзань.
Довжина річки — 30 км. Площа водозбірного басейну — 213 км².